# Australian Championships 1950
Gli Australian Championships 1950 (conosciuto oggi come Australian Open) sono stati la 38ª edizione degli Australian Championships e prima prova stagionale dello Slam per il 1950. Si è disputato dal 21 al 30 gennaio 1950 sui campi in erba del Kooyong Stadium di Melbourne in Australia.
Il singolare maschile è stato vinto dall'australiano Frank Sedgman, che si è imposto sul connazionale Ken McGregor in quattro set. Il singolare femminile è stato vinto dallo statunitense Louise Brough Clapp, che ha battuto la connazionale Doris Hart in tre set. Nel doppio maschile si è imposta la coppia formata da John Bromwich e Adrian Quist, mentre nel doppio femminile hanno trionfato Louise Brough e Doris Hart. Il doppio misto è stato vinto da Doris Hart e Frank Sedgman.

## Risultati

### Singolare maschile
Frank Sedgman ha battuto in finale  Ken McGregor con il punteggio di 6–3, 6–4, 4–6, 6–1

### Singolare femminile
Louise Brough Clapp ha battuto in finale  Doris Hart con il punteggio di 6–4, 3–6, 6–4

### Doppio maschile
John Bromwich /  Adrian Quist hanno battuto in finale  Jaroslav Drobný /  Eric Sturgess con il punteggio di 6–3, 5–7, 4–6, 6–3, 8–6

### Doppio femminile
Louise Brough /  Doris Hart hanno battuto in finale  Nancye Wynne Bolton /  Thelma Coyne Long con il punteggio di 6–2, 2–6, 6–3

### Doppio misto
Doris Hart /  Frank Sedgman hanno battuto in finale  Joyce Fitch /  Eric Sturgess con il punteggio di 8–6, 6–4